# ماندینگا
ماندینگا گروه رومانیایی است که از سال ۲۰۰۲ میلادی شروع به کار کرده است. ماندینگا برنده ی فاینال انتخاباتی رومانی برای یوروویژن ۲۰۱۲ شد و به این دلیل نماینده ی رومانی در یوروویژن ۲۰۱۲ شد. با وجود اینکه یکی از محبوب های مردم بود، تنها رتبه ۱۲ را در فاینال کسب کرد با وجود اینکه در نیمه نهایی رتبه سوم رو کسب کرده بود.

## دیسکوگرافی

### آلبوم‌ها
- ...de corazón (۲۰۰۳)
- Soarele meu (۲۰۰۵)
- Gozalo (۲۰۰۶)
- Donde (۲۰۰۸)